# Fèrebrianges
Fèrebrianges est une commune française, située dans le département de la Marne en région Grand Est.

## Géographie

### Localisation

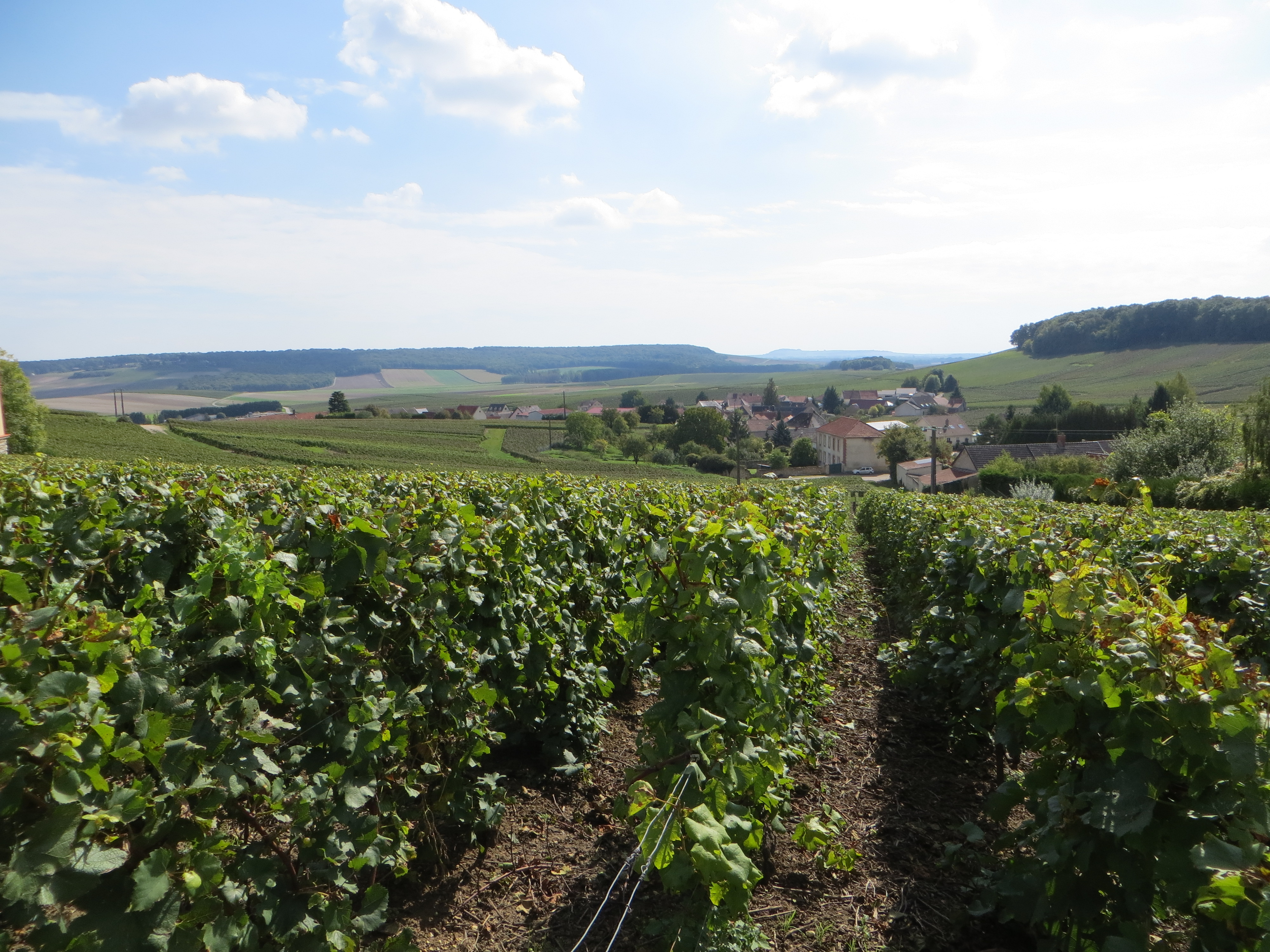
Vue de Fèrebrianges et de la Montagne de Toulon depuis l'église.

Fèrebrianges se trouve au sud-ouest du département de la Marne, en région Grand Est. La commune appartient à la région agricole de la Brie champenoise.
La commune de Fèrebrianges s'étend sur une superficie de 719 hectares. Sur son territoire, l'altitude varie de 145 à 247 mètres. Le village de Fèrebrianges se trouve au centre du territoire communal, entouré du vignoble de Champagne, sur les coteaux de la Côte d'Île-de-France, face à la Montagne de Toulon. Au nord-ouest, sur le plateau, l'altitude dépasse les 220 mètres et atteint même 247 mètres. C'est là que passe la route départementale 933 et que se trouvent les étangs des Grès et des Grands Grès. Au sud-est, entre la Côte d'Île-de-France et la Montagne de Toulon, l'altitude est plus faible, ne dépassant pas 170 mètres.
Par la route, Fèrebrianges se situe à 41 km de Châlons-en-Champagne, préfecture, à 30 km d'Épernay, sous-préfecture, et à 34 km de Dormans, bureau centralisateur du canton de Dormans-Paysages de Champagne dont dépend Étoges depuis 2015. La commune fait en outre partie du bassin de vie d'Épernay.
Fèrebrianges est limitrophe de 3 communes :
|       | Étoges       |             |
|       | Fèrebrianges |             |
| Congy |              | Vert-Toulon |

### Hydrographie

#### Réseau hydrographique
La commune est dans la région hydrographique « la Seine de sa source au confluent de l'Oise (exclu) » au sein du bassin Seine-Normandie. Elle est drainée par le fossé 01 du Fond de la Rivière et le ruisseau de Cubersault,.
Deux plans d'eau complètent le réseau hydrographique : l'étang des Grands Grès (12,4 ha) et l'étang des Grès (4,1 ha),.

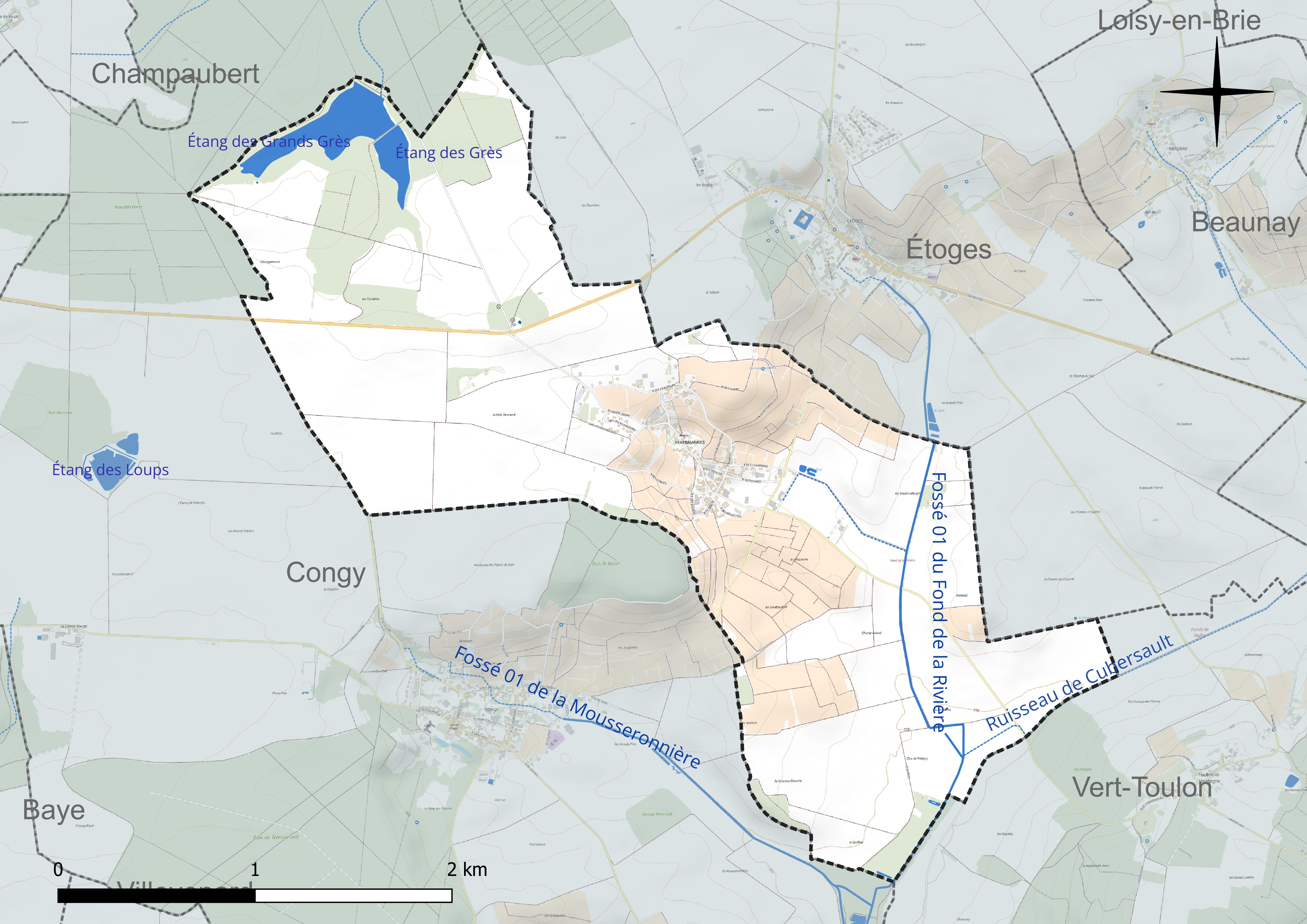
Réseau hydrographique de Fèrebrianges.

#### Gestion et qualité des eaux
Le territoire communal est couvert par le schéma d'aménagement et de gestion des eaux (SAGE) « Petit et Grand Morin ». Ce document de planification concerne le territoire des bassins versants du Petit Morin (630 km2) et du Grand Morin (1 185 km2) et se répartit sur trois départements (la Marne, l'Aisne et la Seine-et-Marne). Il a été approuvé le 21 octobre 2016. La structure porteuse de l'élaboration et de la mise en œuvre est le Syndicat mixte d'aménagement et de gestion des eaux (SMAGE) - EPAGE. 
La qualité des cours d’eau peut être consultée sur un site dédié géré par les agences de l’eau et l’Agence française pour la biodiversité. 

### Climat
Pour des articles plus généraux, voir Climat du Grand Est et Climat de la Marne.
En 2010, le climat de la commune est de type climat océanique dégradé des plaines du Centre et du Nord, selon une étude du Centre national de la recherche scientifique s'appuyant sur une série de données couvrant la période 1971-2000. En 2020, Météo-France publie une typologie des climats de la France métropolitaine dans laquelle la commune est exposée à un climat océanique altéré et est dans la région climatique  Nord-est du bassin Parisien, caractérisée par un ensoleillement médiocre, une pluviométrie moyenne régulièrement répartie au cours de l’année et un hiver froid (3 °C). 
Pour la période 1971-2000, la température annuelle moyenne est de 10,6 °C, avec une amplitude thermique annuelle de 16,3 °C. Le cumul annuel moyen de précipitations est de 789 mm, avec 11,9 jours de précipitations en janvier et 7,9 jours en juillet. Pour la période 1991-2020, la température moyenne annuelle observée sur la station météorologique de Météo-France la plus proche, « Chouilly », sur la commune de Chouilly à 21 km à vol d'oiseau, est de 11,4 °C et le cumul annuel moyen de précipitations est de 668,9 mm. 
La température maximale relevée sur cette station est de 40,3 °C, atteinte le 25 juillet 2019 ; la température minimale est de −12,3 °C, atteinte le 5 février 2012,,. 
Les paramètres climatiques de la commune ont été estimés pour le milieu du siècle (2041-2070) selon différents scénarios d'émission de gaz à effet de serre à partir des nouvelles projections climatiques de référence DRIAS-2020. Ils sont consultables sur un site dédié publié par Météo-France en novembre 2022.

### Milieux naturels et biodiversité
L'Inventaire national du patrimoine naturel (INPN) recense 317 espèces sur le territoire de la commune, dont 67 espèces protégées et 29 espèces menacées.
Fèrebrianges compte deux zones naturelles d'intérêt écologique, faunistique et floristique (ZNIEFF) de type I.
La ZNIEFF des « étangs et bois de la Grande Laye au nord-ouest d'Étoges » s'étend sur 431 hectares et 4 communes. Sur le territoire de Fèrebrianges, au nord-ouest de la commune, elle comprend l'étang des Grès, l'étang des Grands Grès et les bois alentours. Ses forêts — typiques de la Brie champenoise — sont dominées par la chênaie-charmaie mésotrophe, complétée par l'aulnaie-frênaie ainsi que, à proximité de ses étangs, l'aulnaie à Carex elongata (rare dans la marne) et la saulaie. Ses zones humides abritent de nombreux végétaux rares et protégés ainsi qu'une quarantaine d'espèces d'oiseaux.
Au sud-est de la commune, autour du ruisseau de Cubersault, se trouve la ZNIEFF « les marais de Saint-Gond »,. La ZNIEFF s'étend sur environ 3 200 hectares et 13 communes marnaises, dont Fèrebrianges. Dans la vallée du Petit Morin, elle accueille des tourbières alcalines particulièrement importantes du point de vue environnemental. En matière de flore, 43 espèces rares ou protégées y sont présentes. En matière de faune, le site est particulièrement favorable aux amphibiens, aux lépidoptères, aux odonates et aux oiseaux.

## Urbanisme

### Typologie
Au 1er janvier 2024, Fèrebrianges est catégorisée commune rurale à habitat dispersé, selon la nouvelle grille communale de densité à sept niveaux définie par l'Insee en 2022.
Elle est située hors unité urbaine et hors attraction des villes,.

### Occupation des sols
L'occupation des sols de la commune, telle qu'elle ressort de la base de données européenne d’occupation biophysique des sols Corine Land Cover (CLC), est marquée par l'importance des territoires agricoles (83 % en 2018), une proportion sensiblement équivalente à celle de 1990 (83,1 %). La répartition détaillée en 2018 est la suivante : terres arables (65,7 %), cultures permanentes (17,3 %), forêts (10,9 %), zones urbanisées (3,9 %), zones humides intérieures (2,2 %).
L'évolution de l’occupation des sols de la commune et de ses infrastructures peut être observée sur les différentes représentations cartographiques du territoire : la carte de Cassini (XVIIIe siècle), la carte d'état-major (1820-1866) et les cartes ou photos aériennes de l'IGN pour la période actuelle (1950 à aujourd'hui).

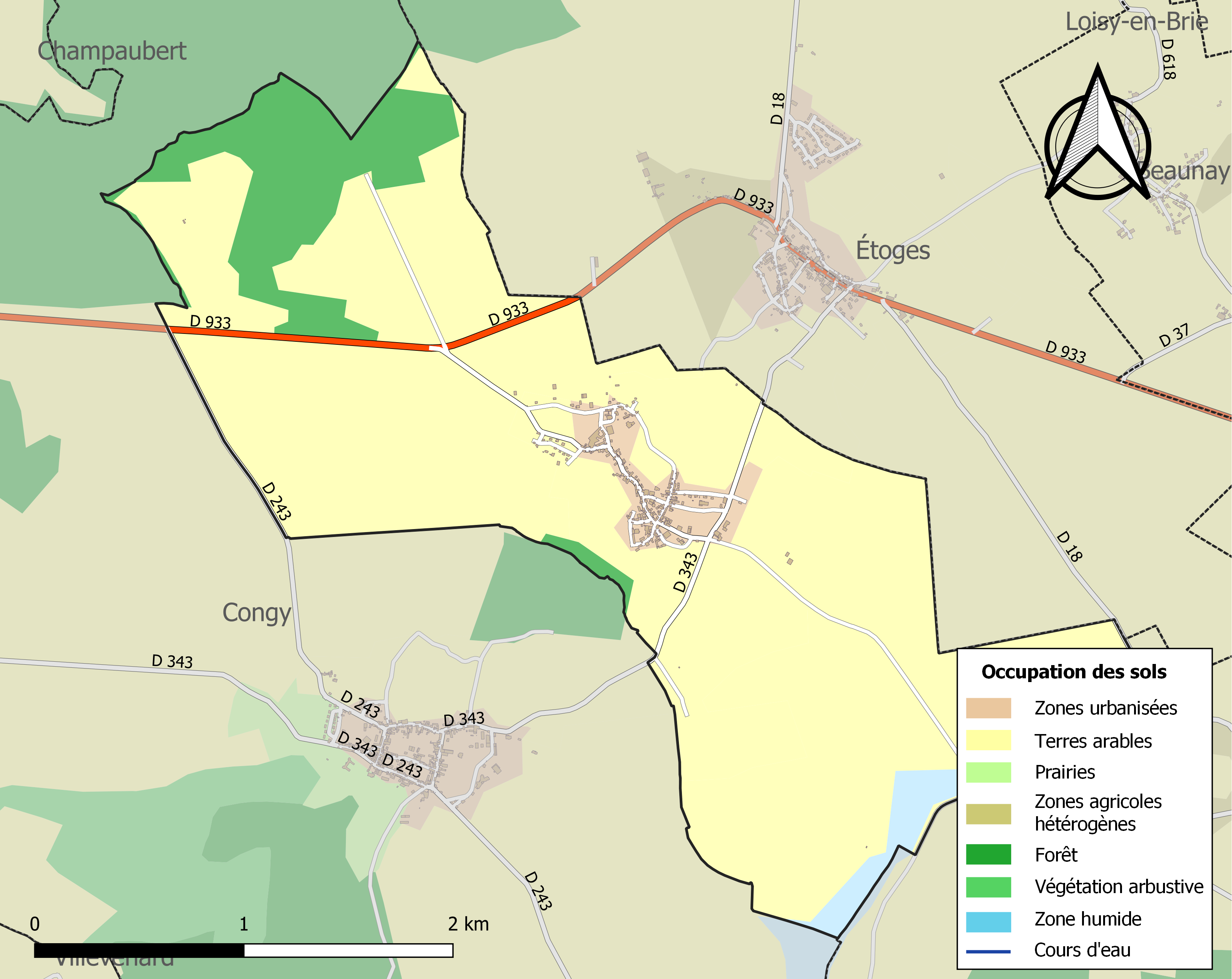
Carte des infrastructures et de l'occupation des sols de la commune en 2018 (CLC).

### Habitat et logement
En 2021, Fèrebrianges compte 88 logements. Ces logements sont à 99 % des maisons ; la commune ne comptant qu'un seul appartement. En raison de la prévalence des maisons, les résidences principales de Fèrebrianges disposent en moyenne de 5,2 pièces.
Le tableau ci-dessous présente une comparaison de quelques indicateurs chiffrés du logement pour Fèrebrianges, la communauté de communes des Paysages de la Champagne (CCPC), le département de la Marne et la France entière :
|                                                            | Fèrebrianges | CCPC   | Marne   | France     |
| ---------------------------------------------------------- | ------------ | ------ | ------- | ---------- |
| Ensemble des logements                                     | 88           | 11 470 | 300 919 | 37 155 918 |
| Part des résidences principales (en %)                     | 75,6         | 80,9   | 87,5    | 82,2       |
| Part des résidences secondaires (en %)                     | 11,6         | 5,8    | 3,4     | 9,7        |
| Part des logements vacants (en %)                          | 12,8         | 13,4   | 9,1     | 8,1        |
| Part des propriétaires de leur résidence principale (en %) | 84,8         | 76,4   | 52,2    | 57,5       |

À Fèrebrianges, en 2021, 75,6 % des logements sont des résidences principales, 11,6 % des résidences secondaires et 12,8 % des logements vacants. Par ailleurs, 84,8 % des ménages sont propriétaires de leur résidence principale. Fèrebrianges se démarque alors par un nombre supérieur à la moyenne de résidences secondaires et de ménages propriétaires de leur résidence principale.
Parmi les 66 résidences principales construites avant 2019, 13,6 % avaient été construites avant 1945, 27,3 % entre 1946 et 1970, 21,2 % entre 1971 et 1990, 25,8 % entre 1991 et 2005 et 12,1 % entre 2006 et 2018.
Le tableau ci-dessous présente l'évolution du nombre de logements sur le territoire de la commune, par catégorie, depuis 1968 :
|                        | 1968 | 1975 | 1982 | 1990 | 1999 | 2010 | 2015 | 2021 |
| ---------------------- | ---- | ---- | ---- | ---- | ---- | ---- | ---- | ---- |
| Résidences principales | 69   | 65   | 61   | 62   | 70   | 76   | 73   | 66   |
| Résidences secondaires | 3    | 4    | 6    | 7    | 5    | 2    | 7    | 10   |
| Logements vacants      | 0    | 10   | 8    | 5    | 7    | 6    | 14   | 11   |
| Total                  | 72   | 79   | 75   | 74   | 82   | 85   | 94   | 88   |

### Voies de communication et transports
La route départementale 933, ancienne route nationale 33, passe au nord de la commune et relie Montimirail (vers l'ouest) à Châlons-en-Champagne (vers l'est). À l'est du village, la route départementale 343 relie Congy à Étoges.

## Toponymie
Le nom de la localité est attesté sous les formes AngluriaFeria Breisangie (1133-1142) ; Feria Brie (1147-1151) ; Fera Briange (1162) ; Fare Brierange, Fere Brierange (vers 1252) ; La ville de Fere de lez Congy (1310 ); Fere Berange (1366) ; Fera Briengiæ (1405) ; Ferebrienge (1406) ; Ferebrianges (1537) ; Ferebrienges (1571) ; Terre-Brianges (1605) ; Falebriange (1633 ) ; Ferbriange (vers 1700) ; Ferrebriange (XVIIIe siècle).
Une fère, ou ferté, désignait une forteresse médiévale, de l'oïl *fère « habitation des ancêtres, ruines d'habitations anciennes ». Une autre hypothèse suppose que Fère dériverait du germanique fara (colonie, famille), en langue d'oïl : une famille installée sur un domaine ou habitation agricole, et donc un peuplement rural par des populations déplacées.

## Politique et administration
| Période                                  | Période                      | Identité       | Étiquette | Qualité |
| ---------------------------------------- | ---------------------------- | -------------- | --------- | ------- |
| Les données manquantes sont à compléter. |                              |                |           |         |
| ?                                        | en 1910                      | M. Barnier     |           |         |
| Les données manquantes sont à compléter. |                              |                |           |         |
| 2001                                     | 2014                         | Janine Joudart |           |         |
| 2014                                     | En cours (au 4 juillet 2014) | Xavier Duvat   |           |         |

## Équipements et services publics

### Eau et déchets
L'approvisionnement en eau potable et l'assainissement des eaux usées sont des compétences de la communauté de communes des Paysages de la Champagne. La commune de Fèrebrianges est alimentée en eau potable par les captages de Coizard-Joches (Le Bas de l'Étang). La production et la distribution d'eau potable font l'objet d'une délégation de service public confiée à Suez jusqu'en 2029. Fèrebrianges accueille une station d'épuration à lagunage naturel d'une capacité de 180 équivalent-habitants sur son territoire. L'assainissement collectif y est assuré en régie par la communauté de communes.
La communauté de communes est également compétente en matière de déchets. La collecte des ordures ménagères résiduelles et des déchets recyclables est réalisée en porte à porte. La communauté de commune adhérant au syndicat de valorisation des ordures ménagères de la Marne (SYVALOM), ces déchets sont amenés au centre de transfert départemental de Pierry puis valorisés sur le site de La Veuve. La collecte du verre et des textiles se fait en apport volontaire.
Fèrebrianges accueille l'une des six déchèteries mises à disposition des habitants de la communauté de communes et accessibles après création d'une carte d'accès. Les autres déchèteries sont situées à Châtillon-sur-Marne, Damery-Venteuil, Mareuil-le-Port, Montmort-Lucy et Trélou-sur-Marne.

### Enseignement
Fèrebrianges fait partie de l'académie de Reims.
Les enfants de Fèrebrianges sont accueillis au sein des écoles de Congy. Installées rue des Prés, les écoles sont fréquentées par 37 élèves de maternelle et 57 élèves d'élémentaire (chiffres 2024-2025)
Les jeunes de Fèrebrianges sont ensuite rattachés au collège Lucie Aubrac de Montmort-Lucy et au lycée La Fontaine du Vé de Sézanne.

### Postes et télécommunications
Une boîte aux lettres de La Poste se trouve sur le territoire de la commune, dans la Grande Rue. Les bureaux de poste les plus proches sont les agences postales communales d'Étoges et de Congy, à moins de 2 km de Fèrebrianges.

### Justice, sécurité et secours
Du point de vue judiciaire, Fèrebrianges relève du conseil de prud'hommes d'Épernay, du tribunal de commerce de Reims, du tribunal judiciaire, du tribunal paritaire des baux ruraux et du tribunal pour enfants de Châlons-en-Champagne, dans le ressort de la cour d'appel de Reims. Pour le contentieux administratif, la commune dépend du tribunal administratif de Châlons-en-Champagne et de la cour administrative d'appel de Nancy.
Fèrebrianges est située en secteur Gendarmerie nationale et dépend de la brigade d'Étoges.
En matière d'incendie et de secours, le centre d'incendie et de secours le plus proche est celui de Montmort, rattaché au Service départemental d'incendie et de secours (SDIS) de la Marne.

## Population et société
Les habitants de Fèrebrianges sont les Prussiens et les Prussiennes.

### Démographie
L'évolution du nombre d'habitants est connue à travers les recensements de la population effectués dans la commune depuis 1793. Pour les communes de moins de 10 000 habitants, une enquête de recensement portant sur toute la population est réalisée tous les cinq ans, les populations de référence des années intermédiaires étant quant à elles estimées par interpolation ou extrapolation. Pour la commune, le premier recensement exhaustif entrant dans le cadre du nouveau dispositif a été réalisé en 2008.

En 2022, la commune comptait 136 habitants, en évolution de −13,92 % par rapport à 2016 (Marne : −1,19 %, France hors Mayotte : +2,11 %).
| 1793 | 1800 | 1806 | 1821 | 1831 | 1836 | 1841 | 1846 | 1851 |
| ---- | ---- | ---- | ---- | ---- | ---- | ---- | ---- | ---- |
| 316  | 301  | 312  | 283  | 341  | 335  | 362  | 367  | 382  |

| 1856 | 1861 | 1866 | 1872 | 1876 | 1881 | 1886 | 1891 | 1896 |
| ---- | ---- | ---- | ---- | ---- | ---- | ---- | ---- | ---- |
| 392  | 399  | 375  | 311  | 331  | 327  | 311  | 305  | 291  |

| 1901 | 1906 | 1911 | 1921 | 1926 | 1931 | 1936 | 1946 | 1954 |
| ---- | ---- | ---- | ---- | ---- | ---- | ---- | ---- | ---- |
| 278  | 268  | 251  | 214  | 225  | 240  | 226  | 212  | 230  |

| 1962 | 1968 | 1975 | 1982 | 1990 | 1999 | 2006 | 2008 | 2013 |
| ---- | ---- | ---- | ---- | ---- | ---- | ---- | ---- | ---- |
| 242  | 229  | 214  | 175  | 150  | 159  | 172  | 176  | 169  |

| 2018 | 2022 | - | - | - | - | - | - | - |
| ---- | ---- | - | - | - | - | - | - | - |
| 144  | 136  | - | - | - | - | - | - | - |

### Cultes
Pour le culte catholique, Fèrebrianges dépend de la paroisse Saint-Alpin - Le Surmelin, au sein du diocèse de Châlons-en-Champagne.

### Médias
La presse écrite régionale comprend le quotidien L'Union et l'hebdomadaire L'Hebdo du vendredi.
Parmi les stations de radio locales, il est possible de citer Ici Champagne-Ardenne et Champagne FM.

## Culture locale et patrimoine

### Lieux et monuments

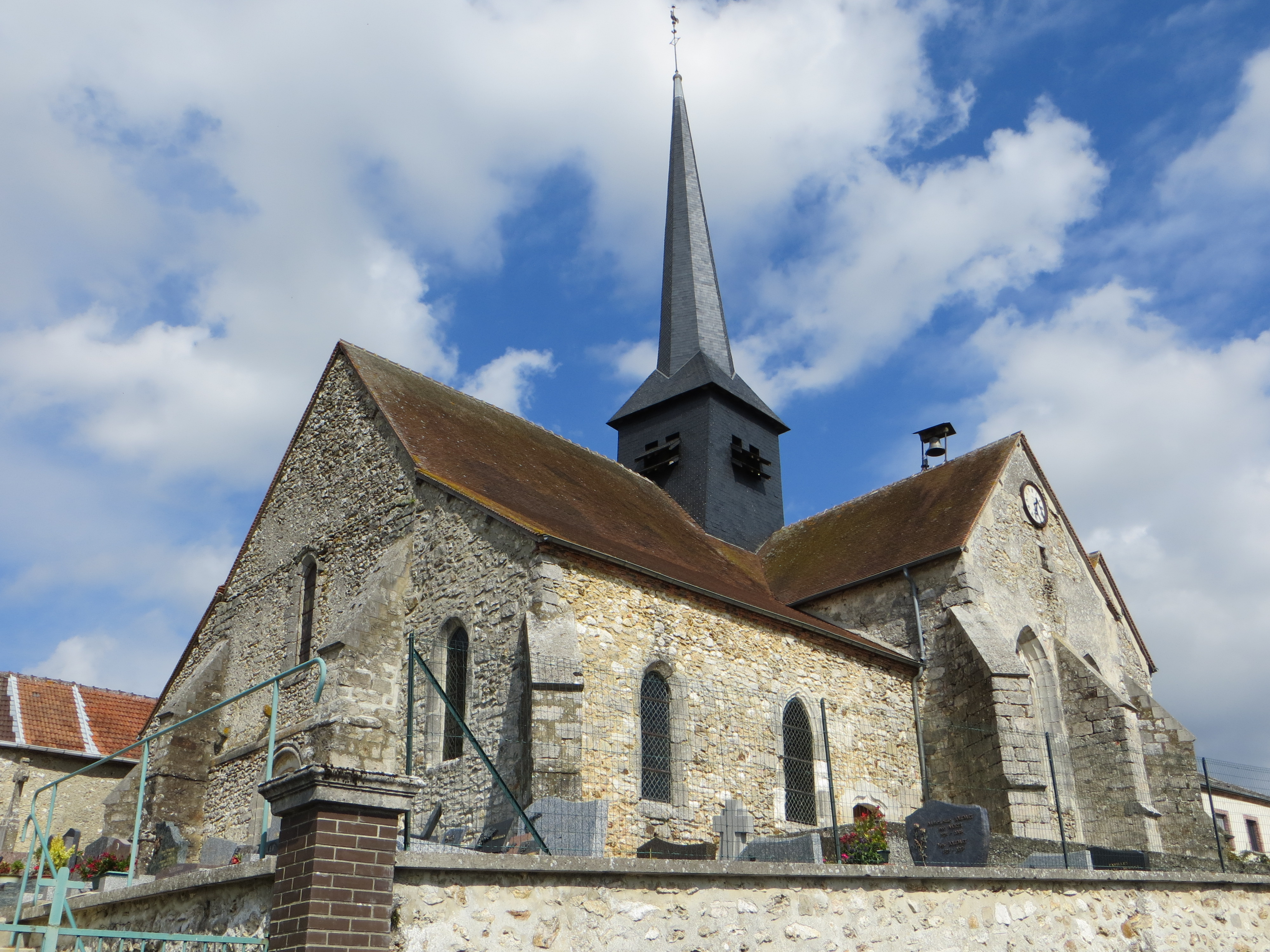
Église Saint-Médard - cloche de l'église sonnant 14 h :Fichier:Fèrebrianges - Église Saint-Médard - 14h.ogg

- Église Saint-Médard, datée des XIIe – XIIIe siècles et remaniée au XVe-XVIe, faisant l'objet d'une protection au titre des Monuments Historiques[45].